# Casa Dachs
La casa Dachs és un edifici de Folgueroles (Osona) inclòs a l'Inventari del Patrimoni Arquitectònic de Catalunya.

## Descripció
Es tracta d'un edifici de planta quadrada, coberta a quatre vessants i amb una llanterna central. Consta de planta baixa i dos pisos. Presenta un portal d'arc rebaixat orientat vers el NE, davant el qual s'obre un ample jardí que envolta la casa per la banda de migdia i tancat per un mur de pedra que mort a la paret NW; en aquest sector s'hi obre un altre portal de les mateixes característiques. Al primer pis s'hi obren balcons quadrats i el segon unes finestres geminades d'arc de mig punt, protegides per uns trencaaigües. Les obertures de la llanterna, que dona llum a l'ull de l'escala, són de forma rectangular acabades en forma triangular. Al costat SW s'uneix a les cases del carrer. És construïda en pedra, arrebossada i estocada al damunt. Amb l'estucat s'hi dibuixen les formes dels maons i el nom de la casa "Villa Esperanza".

## Història
Fou un edifici construït l'any 1879, segons indica la mateixa arquitectura. Per construir la Casa Dachs s'enderrocaren unes antigues cases de carrer que junt amb les seves hortes i les del casal mil·lenari, la Sala, tancaven la plaça per la banda de migdia. Durant la segona república s'obrí una via en aquell sector, avui anomenada c/ de l'Atlàntida, i es guanyà espai per la plaça enderrocant els murs que tancaven l'horta de la Sala i el jardí de Can Dachs, murs que passada la guerra s'hi tornaren a construir, però un xic més enretirats. L'any 1980, la casa es va veure un perill d'ésser enderrocada per una immobiliària. No obstant, gràcies a mobilització del poble i l'actuació de les autoritats relacionades amb el patrimoni, varen poder parar el projecta, i actualment la casa es troba en bon estat degut a les reformes recents.